# Dendronephthya featherensis
Dendronephthya featherensis is een zachte koraalsoort uit de familie Nephtheidae. De koraalsoort komt uit het geslacht Dendronephthya. Dendronephthya featherensis werd in 1977 voor het eerst wetenschappelijk beschreven door Verseveldt. 